# Sidi Abdelli
Sidi Abdelli (în arabă سيدي عبد اللى) este o comună din provincia Tlemcen, Algeria.
Populația comunei este de 18.222 de locuitori (2008).